# Pablo Rodríguez Aracil
Pablo Rodríguez Aracil (Valencia, 20 de julio de 1985) es un exfutbolista español que se desempeñaba como delantero. Actualmente es técnico de la Real Madrid Foundation Football School en la American Stamford School de Singapur, país donde se retiró como jugador.

## Trayectoria
Pablo es conocido como 'el trotamundos' ya que ha militado en 12 países de 3 continentes diferentes.
Comenzó a dar sus primeros pasos como futbolista en las categorías inferiores del Levante UD y del Valencia CF. Posteriormente, y antes de su primera aventura fuera de España, militó en clubs como UD Puzol, CD La Oliva, UD Almería B.
Su primera experiencia fuera del país fue en el año 2007, en Inglaterra en las filas del Gillingham FC, pero un problema familiar hizo que tuviera que volver a España antes de lo previsto. En la temporada 2007-08 tendría su segunda oportunidad de jugar fuera de España, oportunidad que no perdió. Esta vez en el Ethnikos Achnas de la Primera División de Chipre donde anotó 7 goles en 15 partidos. En la 2009-10 Pablo firmaría por el CS Mioveni rumano. Acabó la temporada en el Bray Wanderers de Irlanda, el cual se convertía en el cuarto país en el jugaba.
Tras un par de temporadas en España jugando en las filas del Rayo Cantabria y CD La Muela, en enero de 2013 a Pablo se le presentó la más exótica y alocada aventura de su carrera tras firmar con el United Sikkim de la I-League en India. Debutó en la derrota de su equipo por 1-2 contra el Shillong Lajong FC.
El 12 de agosto de ese mismo año, Pablo firmó con el CD Marathón de la Primera División de Honduras. Marcó su primer gol el 8 de septiembre en la derrota de su equipo por 1-2 ante Deportes Savio entrando así en la historia al ser el primer español en anotar en el campeonato nacional de Honduras. Dejó de pertenecer al club hondureño en noviembre de ese mismo año.
El 17 de marzo de 2014 Pablo volvería a Asia, pero esta vez sería a Filipinas para jugar en el Kaya FC de la UFL. Su comienzo no pudo ser mejor, 5 goles en los primeros 5 partidos, pero una desafortunada lesión le impidió seguir su racha goleadora. Aun así marcaría 6 goles de 6 partidos jugados. Su mejor partido fue la victoria por 3-1 contra Loyola Meralco Sparks FC en el que anotó 2 goles.
El 14 de julio de ese mismo año, Pablo Rodríguez se convertía en nuevo jugador del Brumunddal Fotball noruego. Su debut no pudo ser mejor ya que anotaría un triplete en la victoria por 4-0 ante el Valdres FK.
En enero de 2015, Pablo retorna de nuevo a Asia, esta vez para jugar en las filas del Maziya S&RC de Maldivas, quizás su club más exótico y con el que disputaría la AFC Cup 2015, uno de los torneos más prestigiosos a nivel de clubs en el continente asiático.
Pablo Rodríguez acaba siendo máximo goleador de la temporada con 17 goles en 27 partidos.
El 1 de febrero de 2016 Pablo firma contrato con el Persepam Madura United de la Super Liga Indonesia uno de los mejores clubes del país , siendo el undécimo país en el que juega y siendo el único futbolista profesional en conseguir este logro.
El primer torneo que juega con su nuevo club ( Piala Gobernar Kaltim 2016 ) consiguen llegar a la final y acaban perdiendo en la prórroga 1-0 contra el Pusamania Borneo Fc en el estadio Pasaran de Samarinda ante 70.000 espectadores.
Pablo Rodríguez tiene una exitosa temporada con Madura United Fc siendo el máximo goleador marcando 16 goles en 30 partidos y 5 asistencias y quedando en tercera posición en la liga Torabika soccer championship .
El 1 de enero de 2017 se hace oficial su fichaje por el Hougang United de la Singapur league con el que se convierte en el futbolista español que ha jugado en más países , en concreto 12 durante toda su trayectoria como futbolista profesional.

## Clubes
| Club               | País       | Año       | Partidos | Goles |
| ------------------ | ---------- | --------- | -------- | ----- |
| UD Puzol           | España     | 2004-2005 | 30       | 22    |
| CD La Oliva        | España     | 2005-2006 | 25       | 15    |
| UD Almería B       | España     | 2006-2007 | 16       | 8     |
| Gillingham FC      | Inglaterra | 2007      | 0        | 0     |
| CD Toledo          | España     | 2007-2008 | 10       | 5     |
| CD Olímpic         | España     | 2008      | 11       | 6     |
| Ethnikos Achnas    | Chipre     | 2008-2009 | 8        | 4     |
| Mazarrón CF        | España     | 2009      | 15       | 10    |
| CS Mioveni         | Rumanía    | 2009-2010 | 12       | 4     |
| Galway United      | Irlanda    | 2010      | 0        | 0     |
| Bray Wanderers     | Irlanda    | 2010      | 5        | 0     |
| CD La Muela        | España     | 2010-2011 | 10       | 2     |
| UD Altea           | España     | 2011      | 12       | 1     |
| Rayo Cantabria     | España     | 2011-2012 | 15       | 9     |
| United Sikkim      | India      | 2012-2013 | 8        | 1     |
| CD Marathon        | Honduras   | 2013      | 9        | 2     |
| Kaya FC            | Filipinas  | 2014      | 6        | 6     |
| Brumunddal Fotball | Noruega    | 2014      | 12       | 8     |
| Maziya S&RC        | Maldivas   | 2015      | 27       | 17    |
| Madura United      | Indonesia  | 2016      | 30       | 14    |
| Hougang United FC  | Singapur   | 2017      | 13       | 8     |